# Машков, Константин Дмитриевич
Константин Дмитриевич Машко́в (22.12.1898 — ?) — советский инженер-железнодорожник, лауреат Сталинской премии третьей степени (1952).

## Биография
С 1920 года работал на станции Курск Московско-курской железной дороги, первая должность — конторщик.
Участник войны, старший техник-лейтенант.
В 1944—1950 годах директор Московского электротехнического ремонтного завода Московско-Курской дороги (дорожных мастерских).
В 1950—1955 годах зам. начальника главка МПС СССР. В 1955—1956 годах зам. начальника треста «Транссигналсвязьзаводы» МПС.
С 4 февраля 1956 года первый начальник организации Конструкторского бюро Главного управления сигнализации и связи (КБ ЦШ).

## Признание
- Сталинская премия третьей степени (1952) — за разработку и внедрение локомотивной автоматической сигнализации с непрерывным автостопом